# Campsis
Campsis és un gènere de plantes amb flor de la família de les bignoniàcies, originària dels boscos de la Xina i Amèrica del Nord. Consta de dues espècies, ambdues enfiladisses perennes vigoroses de fulla caduca, que s'aferren per arrels aèries i produeixen grans flors en forma de trompeta a l'estiu. Són raonablement resistents i ho fan bé amb el suport d'una paret, preferint ple sol.

## Característiques
Són enredaderes de flors força grans i vistoses de color roig o taronja.
Només n'hi ha dues espècies. La Campsis grandiflora, força comuna als jardins del litoral mediterrani, prové de la Xina. L'altra espècie prové de la zona del sud-est dels Estats Units.

## Taxonomia
- Campsis grandiflora K.Schum.
- Campsis radicans Seem. - gessamí de Virgínia[6]